# Jizerská padesátka

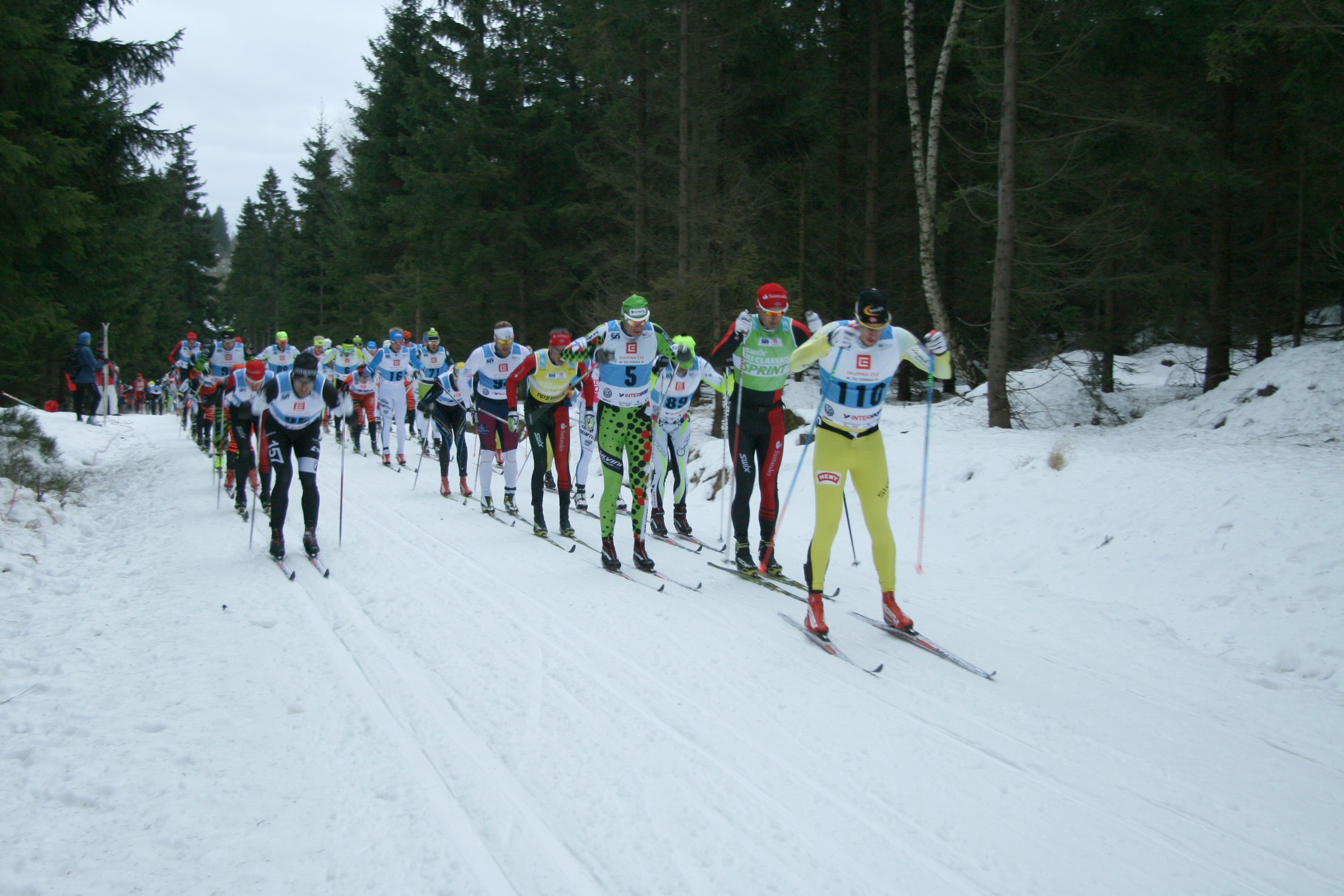
Jizerská padesátka 2015

Jizerská padesátka je tradiční český závod v běhu na lyžích klasickou technikou na trati dlouhé přibližně 50 km vedoucí Jizerskými horami po tzv. Jizerské magistrále. V dnešní době Jizerská padesátka nepředstavuje pouze jeden závod, ale celou čtyřdenní akci s 8 soutěžními závody a mezinárodní účastí.
První ročník se konal v roce 1968 a závod se již v 70. letech stal velmi populárním s účastí tisíců závodníků. Rostoucí trend přihlášených závodníků pokračuje do dnešních dní, ročníky 2022 a 2023 zaznamenaly účastnické rekordy, kdy bylo na všechny závody přihlášeno přes 8 000, respektive 9 000 lyžařů.
Kromě hlavního závodu na 50 km v posledních letech přibyly i další, a to na 30 a 17 km volnou technikou a 10 , respektive 25 km klasickou technikou. Dalším závodem je sprint pro elitní závodníky na 1,5 km soupažnou technikou. Vedle nich se jezdí i dětský závod a závod firemních štafet na 4×3 km. Jediným nesoutěžním závodem je běh s názvem historičtí lyžníci. Jedná se o závod na 400 metrů v historických kostýmech jako vzpomínka na dobu kdy tento závod započal.
Závod je součástí prestižní série dálkových běhů Worldloppet a pravidelně se umisťuje mezi 4 největší události v elitním mezinárodním seriálu běžeckého lyžování Ski Classics, tzv. Grand Classics. Jizerská padesátka je zároveň součástí největšího českého seriálu v běhu na lyžích SkiTour.

## Historie závodu
Závod vznikl jako oddílový závod pro rozřazení horolezců z TJ Lokomotiva Liberec podle výkonnosti na vytrvalostní lyžařský běh Krkonošská 70. První ročník Jizerské 50 se jel 20. ledna 1968 a na startu bylo 52 závodníků. Trať vedla na Jizerku a zpět do Bedřichova. Startovné bylo 5 Kčs a závodníci obdrželi na trase čaj a dvě tatranky. Závod se všem líbil, mnozí so projeli trasu druhý den ještě jednou.
Druhého ročníku se již zúčastnilo 126 běžců a počet účastníků každým rokem narůstal. Dalším důležitým bodem byl pro Jizerskou 50 rok 1970, kdy se závodu zúčastnilo všech 14 členů Expedice Peru '70, kteří zahynuli pod kamennou lavinou na Huascaránu dne 31. května 1970. Od té doby nese závod přídomek Memoriál Expedice Peru 70. Vzpomínka na horolezce je od té doby nedílnou součástí slavnostního zahájení Jizerské padesátky.
Druhého ročníku se již zúčastnilo 126 běžců a počet účastníků každým rokem narůstal. Dalším důležitým bodem byl pro Jizerskou 50 rok 1970, kdy se závodu zúčastnili čtyři z 15 členů Expedice Peru '70, kteří zahynuli pod kamennou lavinou na Huascaránu dne 31. května 1970. Byli to Milan Náhlovský, Zdeněk Novotný, Jiří Jech a Václav Urban. Od té doby nese závod přídomek Memoriál Expedice Peru 70. Vzpomínka na horolezce je od té doby nedílnou součástí slavnostního zahájení Jizerské padesátky.
Závod v sedmdesátých letech získával na popularitě a desátého ročníku se účastnilo 6974 lyžařů, přihlášek přišlo přibližně 13 tisíc. O rok později v roce 1978 se zúčastnilo závodu přibližně 7 800 závodníků. Trasa se měnila podle potřeb lesního závodu - v Jizerských horách probíhala těžba lesa zničeného exhalacemi z elektráren v NDR a Polsku. Byla vybudována síť panelových cest, kterých začali využívat i lyžaři.
Od roku 1999 je závod zařazen do světové ligy dálkových běhů Worldloppet a účastní se ho závodníci z české i světové špičky, ale i různé známé osobnosti. Od roku 2008 je Jizerská 50 součástí českého seriálu SkiTour. Od roku 2011 je také součástí seriálu Ski Classics.
V posledních letech došlo také ke vzniku několika doprovodných závodů (kromě 50 km klasicky se jede ještě 25 km klasicky, 30 a 17 km volnou technikou a kratší vzdálenosti pro děti) a několikrát se jela také letní varianta závodu na horských kolech, Cyklo Jizerská 50.
V lednu roku 2013 se na druhém místě za vítězným Norem Andersem Auklandem umístil český závodník Lukáš Bauer.
Ročník 2014 byl zahájen na podzim 2013 spuštěním přihlášek. Společnost ČEZ, sponzor akce, oznámila zaplnění stanovených kvót (počet přihlášek) už za sto dní. Pro nedostatek sněhu byl však závod v lednu 2014 popáté v historii zrušen.
V roce 2023 se závodu Jizerské 50 účastnil rekordní počet 9 201 závodníků.
Podobná situace jako v roce 2014 se po deseti letech opakovala v roce 2024, když organizátoři hlásili další očekávaný účastnický rekord a několik závodů (včetně 50 km trasy) s naplněnými kapacitami, ale celá akce musela být nakonec kvůli nedostatku sněhu v Jizerských horách zrušena.
Pro rok 2025 měli organizátoři již od podzimu připravenou alternativní variantu závodu se startem na Smědavě a s cílem v Bedřichově. Nakonec se ale akci podařilo uspořádat na lehce upravených trasách, např. na hlavním závodu na 50 km byla vynechána Olivetská hora - z Hřebínku se jelo k Černé Nise přes Gregorův kříž. Do poslední chvíle před závodem pak nebylo jasné, zda bude zajištěn dostatek sněhu v problematické lokalitě Krásná Máří. Nakonec se tudy ale podařilo provést hlavní závod na 50 km, závody na 30 a 25 kilometrů se pak jely na speciálních trasách.

## Přehled vítězů
| Rok  | Vítěz muži              | Čas                                                   | Vítěz ženy                     | Čas                                                    |  |
| ---- | ----------------------- | ----------------------------------------------------- | ------------------------------ | ------------------------------------------------------ |  |
| 1968 | Josef Driml             |                                                       | x                              | x                                                      |  |
| 1969 | Arnošt Hájek            |                                                       | x                              | x                                                      |  |
| 1970 | Tomáš Sýkora            |                                                       | x                              | x                                                      |  |
| 1971 | Miroslav Langmajer      |                                                       | x                              | x                                                      |  |
| 1972 | Günter Beutel           |                                                       | x                              | x                                                      |  |
| 1973 | Eberhard Matthes        |                                                       | x                              | x                                                      |  |
| 1974 | Jiří Princ              |                                                       | x                              | x                                                      |  |
| 1975 | Stanislav Řezáč st.     |                                                       | x                              | x                                                      |  |
| 1976 | Zdeněk Böhm             |                                                       | x                              | x                                                      |  |
| 1977 | Jan Fajstavr            |                                                       | x                              | x                                                      |  |
| 1978 | Jan Fejkl               |                                                       | x                              | x                                                      |  |
| 1979 | Jiří Beran              |                                                       | x                              | x                                                      |  |
| 1980 | Zdeněk Böhm             |                                                       | x                              | x                                                      |  |
| 1981 | František Šimon         |                                                       | x                              | x                                                      |  |
| 1982 | Jiří Beran              |                                                       | x                              | x                                                      |  |
| 1983 | Miloš Bečvář            |                                                       | x                              | x                                                      |  |
| 1984 | Jaroslav Balatka        |                                                       | x                              | x                                                      |  |
| 1985 | Jiří Beran              |                                                       | x                              | x                                                      |  |
| 1986 | Jiří Beran              |                                                       | x                              | x                                                      |  |
| 1987 | Jiří Beran              |                                                       | x                              | x                                                      |  |
| 1988 | Závod zrušen            |                                                       |                                |                                                        |  |
| 1989 | František Mach          |                                                       | x                              | x                                                      |  |
| 1990 | Závod zrušen            |                                                       |                                |                                                        |  |
| 1991 | Miloš Bečvář            |                                                       | Heidi Suchánková               |                                                        |  |
| 1992 | Aleš Vaněk              |                                                       | Monika Bianchin                |                                                        |  |
| 1993 | Ondřej Valenta          |                                                       | Běla Podrábská                 |                                                        |  |
| 1994 | Tomáš Čáslavský         |                                                       | Lucie Samková                  |                                                        |  |
| 1995 | Jan Došla               |                                                       | Martina Vondrová               |                                                        |  |
| 1996 | Martin Petrásek         |                                                       | Heidi Suchánková               |                                                        |  |
| 1997 | Pavel Benc              |                                                       | Lucie Samková                  |                                                        |  |
| 1998 | Závod zrušen            |                                                       |                                |                                                        |  |
| 1999 | Luboš Buchta            |                                                       | Lucie Kareisová                |                                                        |  |
| 2000 | Stanislav Řezáč         |                                                       | Lucie Kareisová                |                                                        |  |
| 2001 | Stanislav Řezáč         |                                                       | Běla Podrábská                 |                                                        |  |
| 2002 | Raul Olle               |                                                       | Kamila Horáková-Bořutová       |                                                        |  |
| 2003 | Oskar Svaerd            | 2:10:08                                               | Lara Peyrotová                 | 2:37:27                                                |  |
| 2004 | Oskar Svaerd            | 2:11:26                                               | Cristina Paluselliová          | 2:32:51                                                |  |
| 2005 | Karl Gunnar Skjonsfjell | 2:03:00                                               | Cristina Paluselliová          | 2:24:27                                                |  |
| 2006 | Marco Cattaneo          | 2:12:09                                               | Cristina Paluselliová          | 2:32:39                                                |  |
| 2007 | Závod zrušen            |                                                       |                                |                                                        |  |
| 2008 | Anders Aukland          | 2:12:32                                               | Jenny Hanssonová               | 2:35:07                                                |  |
| 2009 | Marco Cattaneo          | 2:12:37                                               | Jenny Hanssonová               | 2:40:47                                                |  |
| 2010 | Oskar Svaerd            | 2:14:39                                               | Sandra Hanssonová              | 2:29:25                                                |  |
| 2011 | Anders Aukland          | 2:05:40                                               | Sandra Hanssonová              | 2:36:49                                                |  |
| 2012 | Stanislav Řezáč         | 2:21:49                                               | Sara Svendsenová               | 2:42:19                                                |  |
| 2013 | Anders Aukland          | 2:12:19,4                                             | Valentyna Ševčenková           | 2:36:15,6                                              |  |
| 2014 | Závod zrušen            |                                                       |                                |                                                        |  |
| 2015 | Morten Eide Pedersen    | 1:46:29,9 (45 km klasicky - po zkrácení kvůli oblevě) | Kateřina Smutná                | 2:06:34,30 (45 km klasicky - po zkrácení kvůli oblevě) |  |
| 2016 | Petter Eliassen         |                                                       | Britta Johanssonová-Norgrenová |                                                        |  |
| 2017 | Morten Eide Pedersen    | 1:55:53,1                                             | Kateřina Smutná                | 2:17:34,8                                              |  |
| 2018 | Morten Eide Pedersen    | 2:05:27                                               | Britta Johanssonová-Norgrenová | 2:26:47                                                |  |
| 2019 | Andreas Nygaard         | 2:08:09                                               | Lina Korsgrenová               | 2:27:22                                                |  |
| 2020 | Andreas Nygaard         | 1:59:08,2                                             | Britta Johanssonová-Norgrenová | 2:16:21,3                                              |  |
| 2021 | Emil Persson            | 2:02:27                                               | Lina Korsgrenová               | 2:18:39                                                |  |
| 2022 | Andreas Nygaard         | 1:56:20                                               | Ida Dahl                       | 2:12:25                                                |  |
| 2023 | Kasper Stadaas          | 2:05:50                                               | Magni Smedåsová                | 2:28:44                                                |  |
| 2024 | Závod zrušen            |                                                       |                                |                                                        |  |
| 2025 | Ole Jørgen Bruvoll      | 1:51:16                                               | Anikken Gjerde Alnæs           | 2:09:24                                                |  |

## Trať závodu
Jizerská 50 i doprovodné závody se jezdí po Jizerské magistrále. Start i cíl se nachází na stadionu v Bedřichově v Jizerských horách.

### ČEZ Jizerská 50
Start je na stadionu v Bedřichově. Odtud závodníci jedou na Novou Louku, Kristiánov (tam je první občerstvovací stanice), přes Rozmezí, Knajpu, dále na občerstvovací stanici Hraniční, další občerstvení na Jizerce, přes stanici na Smědavě a zpátky na Knajpu. Dále vede cesta k vyhlídce Krásné Máří a dále na rozcestník Hřebínek, kde je poslední občerstvovací stanice. Pak přes Bílou kuchyni, Olivetskou horu, Vládní a U Buku zpět na stadion v Bedřichově.

### Jizerská 25
Začátek závodu je podobný jako v případě Jizerské 50. Závodníci vyrážejí směrem na Novou Louku a Kristiánov, kde je stejně jako v hlavním závodě občerstvení na trati. Na rozdíl od 50kilometrového závodu však běžci po projetí Rozmezí nepokračují k horské stanici Knajpa, ale vydávají se rovnou směrem na Krásnou Máří a Hřebínek, kde je další občerstvovací stanice. Odtud pokračují na Bílou Kuchyni a Olivetskou horu, po níž se vracejí do cíle na stadion v Bedřichově.

### Volkswagen Bedřichovská 30
Bedřichovská 30 se liší od ostatních závodů tím, že se jede volným stylem. Prvních zhruba 6 km závodu je shodných s oběma závody, které se jedou klasickou technikou. Z Kristiánova pokračují na Rozmezí a dále se vydávají na Čihadla, kde zatáčejí na Tetřeví boudy. Odtud závodníci pokračují na Hřebínek, kde je občerstvovací stanice, na Olivetskou horu a do cíle.

### ČT Jizerská 10
Startuje se na stadionu v Bedřichově stejně jako u ostatních závodů. Další zastávkou je U buku, později Nová louka až se na čtvrtém kilometru dostanete k občerstvení Za přehradou a pak se pokračuje dalších 6 km do cíle. Závod může přilákat začátečníky a nebo i zkušenější běžkaře, kteří se necítí v daným roce na delší trať a závod nechtějí vynechat.
Ročník 2024 měl přinést změnu v podobě nové trasy, která měla být s menším převýšením a nenáročným profilem přívětivější pro rodiny s dětmi. Měla vést mimo jiné po hrázi vodní nádrže Bedřichov. Vzhledem ke zrušení 57. ročníku měla mít nová trasa premiéru až v roce 2025, nicméně i tento rok byla trasa vzhledem ke sněhovým podmínkám drobně upravena a na hráz nádrže se tak závodníci dostanou snad při 59. ročníku v roce 2026.

### ORLEN Sprint
Závod je určen především pro elitní závodnice a závodníky. Díky krátké trase na 1,5 km (3 okruhy) přímo na stadionu v Bedřichově a tzv. soupažnou technikou se jedná o velmi atraktivní podívanou nejen pro diváky v televizi ale také pro fanoušky podél trasy. Kvalifikace startuje intervalově a finále se pak jede s hromadným startem. Závod pravidelně vysílá živě Česká televize.

### Jizerská 17
Nový závod od roku 2023. Jde o druhý závod volnou technikou mezi závody Jizerské 50. Začíná hromadným startem v Bedřichově a vede 17kilometrovým okruhem. Trasa je částí okruhu samotné Padesátky, vede přes Novou louku, Kristiánov, Hřebínek a rozcestí U buku. 

### Mini Jizerská Dr. Max
Pravidelnou součástí programu je také závod pro nejmenší účastníky, který se koná v prostoru bedřichovského stadionu. 

## Doprovodný program
Jizerská 50 nabízí kromě závodů také doprovodný program, který se tradičně skládá ze dvou koncertů ČEZ Energy fest a Slavnostního zahájení.

### Slavnostní zahájení
Slavnostní zahájení se konalo tradičně v páteční podvečer, kvůli rozšíření akce o čtvrteční den však mělo být od roku 2024 přesunuto právě na čtvrtek. V roce 2024 však musela být Jizerská padesátka z důvodu nedostatku sněhu zrušena.
V rámci slavnostního zahájení u památníku v Bedřichově každoročně probíhá pieta za horolezce z Expedice Peru 1970 za přítomnosti významných hostů. 

### Závod historických lyžníků
Po Slavnostním zahájení vyjíždějí historičtí lyžníci v kostýmech do nesoutěžního závodu zhruba na 200 metrů. Závod jako připomínka starých časů, právě proto mají účastníci kostýmy a vybavení, které dnes spadá spíše do kategorie historických artefaktů. Se závodem historických lyžníků souvisí také soutěž o nejlépe hodnocený skok na malém skokánku na bedřichovském stadionu, kdy porota většinou z řad veřejnosti bodově ohodnocuje skoky, které historičtí lyžníci předvedli.

### ČEZ Energy fest Jablonec
ČEZ Energy fest Jablonec je prvním ze dvou koncertů, které Jizerskou padesátku kulturně doprovázejí. Odehrává se vždy v pátek ve večerních hodinách na Mírovém náměstí v Jablonci nad Nisou. Vstup je tradičně zdarma pro širokou veřejnost. V letech 2024 a 2025 přišlo na oba koncerty kolem 10 000 diváků.
Návštěvníci mohli v rámci jabloneckého koncertu vidět mimo jiné tyto interprety:
- Jamaron (2025)
- Poletíme? (2024)
- Pokáč (2023)
- Tata Bojs (2022)

### ČEZ Energy fest Liberec
ČEZ Energy fest Liberec je druhým koncertem, které Jizerskou padesátku kulturně doprovázejí. Odehrává se v sobotu v podvečer před hlavním závodem na 50 km na Náměstí Dr. E. Beneše v Liberci před novoměstskou radnicí. Vstup je tradičně zdarma pro širokou veřejnost. V roce 2024 přišlo na oba koncerty kolem 10 000 diváků.
Návštěvníci mohli v rámci libereckého koncertu vidět mimo jiné tyto interprety:
- Chinaski, Lenny (2025)
- Pokáč, Ewa Farna (2024)
- Mirai (2023)
- Chinaski (2022)